# Reglamento de Dublín

Estados que aplican instrumentos de Dublín
Reglamento de Dublín, Acuerdo UE-Dinamarca
Acuerdo UE-Dinamarca
Estados no miembros de la UE que participan del Schengen, con un acuerdo para aplicar las disposiciones

El Reglamento de Dublín, oficialmente Reglamento (UE) N° 604/2013, también conocido como Reglamento Dublín III, es una ley de la Unión Europea (UE) que establece los criterios y mecanismos para determinar el Estado miembro de la UE responsable del examen de una solicitud de protección internacional —estatuto de refugiado o de protección subsidiaria— presentada por un ciudadano de un tercer país o un apátrida, de acuerdo a la Convención de Ginebra sobre el Estatuto de los Refugiados y la Directiva 2011/95/UE del Parlamento Europeo y del Consejo de la UE, que establece los requisitos para el reconocimiento de personas que no son ciudadanos de la UE —o de países asociados al Reglamento de Dublín— y apátridas como beneficiarios de protección internacional, un estatuto uniforme para los refugiados o para las personas con derecho a protección subsidiaria y el contenido de la protección concedida dentro de la Unión Europea.
El Reglamento Dublín III fue acordado el 26 de junio de 2013 por el Parlamento Europeo y el Consejo de la UE —derogando el Reglamento N.º 343/2003 o «Dublín II» del Consejo de la Unión Europea— y es aplicable desde el 1 de enero de 2014 en los 28 Estados miembros de la Unión Europea, incluidos el Reino Unido, Irlanda y Dinamarca —en virtud de un acuerdo internacional celebrado en 2006 entre la Comunidad Europea y este país—, y en los Estados no pertenecientes a la UE que participan en el Acuerdo de Schengen: Islandia, Noruega, Suiza y Liechtenstein.
El Reglamento de Dublín es la piedra angular del «sistema de Dublín», que consiste en el Reglamento (UE) N° 604/2013 para determinar el Estado miembro responsable del examen de una solicitud de protección internacional, así como el Reglamento (UE) N° 603/2013 relativo a la creación del sistema «Eurodac», que establece una base central informatizada para la comparación de datos dactiloscópicos o huellas dactilares de los solicitantes de protección internacional en la Unión Europea. 
La solicitud de protección internacional será examinada por un solo Estado miembro o país asociado, según los criterios del Reglamento Dublín III para determinar el país responsable, los cuales siguen un orden jerárquico: desde el principio de unidad familiar a la posesión reciente de un visado o permiso de residencia en un Estado miembro y si el solicitante ha entrado o permanecido en la UE, de forma irregular o no. Si ningún país puede ser designado aplicando dichos criterios, el primer Estado miembro en el que se haya presentado la solicitud será el responsable del examen de la misma.

## Historia
El régimen de Dublín fue establecido originalmente por el Convenio de Dublín —que establecía los criterios relativos al país competente para tratar una solicitud de asilo—, que fue firmado en Dublín, Irlanda, el 15 de junio de 1990 y primero entró en vigor el 1 de septiembre de 1997 para los primeros doce signatarios: Bélgica, Dinamarca, Francia, Alemania, Grecia, Irlanda, Italia, Luxemburgo, Países Bajos, Portugal, España y Reino Unido, luego el 1 de octubre de 1997, para Austria y Suecia, y el 1 de enero de 1998 para Finlandia. Aunque el convenio solo estaba abierto a la adhesión de los Estados miembros de la Comunidad Europea (CE), Noruega e Islandia —Estados no miembros— cerraron acuerdos con la CE para aplicar las disposiciones del Convenio de Dublín en sus territorios.
El Reglamento Dublín II se adoptó en 2003, en sustitución del Convenio de Dublín en todos los Estados miembros de la UE, excepto Dinamarca, que dispone de una opción de exclusión de la aplicación de la normativa en el marco del espacio de libertad, seguridad y justicia de la Unión Europea. Un acuerdo con Dinamarca sobre la ampliación de la aplicación del Reglamento Dublín II a este país entró en vigor en 2006. Ese mismo año, el acuerdo con Islandia y Noruega se extendió mediante protocolo a Dinamarca. Las disposiciones de Dublín II también se extendieron a Estados no miembros de la UE, mediante un acuerdo con Suiza, en vigor desde el 1 de marzo de 2008, y con Liechtenstein, vigente desde el 1 de abril de 2011. Un protocolo posteriormente hizo este acuerdo también aplicable a Dinamarca.
El 3 de diciembre de 2008, la Comisión Europea propuso enmiendas al Reglamento de Dublín, creando una oportunidad para reformar el «sistema de Dublín». El Reglamento Dublín III —N.º 604/2013— fue aprobado el 26 de junio de 2013, en sustitución del Reglamento Dublín II, y se aplica a todos los Estados miembros de la UE, excepto Dinamarca. Dublín III entró en vigor el 19 de julio de 2013 y se basa en el mismo principio de los dos instrumentos anteriores, es decir, que el primer Estado miembro donde se tomaron las huellas dactilares o donde se haya presentado la solicitud, será el país responsable del examen de la solicitud de protección internacional.